# Galium praemontanum
Galium praemontanum là một loài thực vật có hoa trong họ Thiến thảo. Loài này được Mardal. mô tả khoa học đầu tiên năm 1985.